# Chiastosella watersi
Chiastosella watersi är en mossdjursart som beskrevs av Stach 1937. Chiastosella watersi ingår i släktet Chiastosella och familjen Escharinidae. Inga underarter finns listade i Catalogue of Life.